# Lankama dezorti
Lankama dezorti är en insektsart som först beskrevs av Irena Dworakowska och Lauterer 1975.  Lankama dezorti ingår i släktet Lankama och familjen dvärgstritar. Inga underarter finns listade i Catalogue of Life.